# 工字湖
工字湖是一个位于中国新疆维吾尔族自治区民丰县的湖泊，面积约为6平方千米。